# Epheszoszi színház
Az epheszoszi színház, másként a nagy színház, a romváros legjobb állapotban fennmaradt műemléke, Anatólia legnagyobb ilyen jellegű építménye.

## Története
A színházat a Prion-hegy nyugati lejtőjébe vágták, szemben az Arcadian utcával, amely a kikötőt kötötte össze a centrummal. Az első színházat a görögök építették a helyszínen az időszámítás előtti 250 körül. A római uralom idején, 40 körül a színházat átalakították, befogadókapacitását 24-25 ezerre emelték. Nero római császár uralkodásának idején (54-68) kétemeletes színpadot építettek, amelyet a 2. század közepén egy harmadikkal toldottak meg.
Nagyjából száz évvel később, 140-144 körül elbontották az első sorokat, hogy megnöveljék a színpad alapterületét. A 3. században egy háromemeletes mellvédet adtak a színpad mögötti falhoz, amelyet domborművekkel, oszlopokkal, fülkékkel, ablakokkal és szobrokkal díszítettek. Innen öt ajtó nyílt a színpadra, a középső szélesebb volt a többinél. A nézőteret két vízszintes közlekedő úttal három karéjra, 66 sorra osztották. A nézőtér bejáratát a felső kávánál alakították ki. A színház magassága 18 méter. A színházban a hagyományos értelemben vett előadásokon túl társadalmi, vallási és politikai rendezvényeket, valamint gladiátorviadalokat is tartottak.
A 2. században ponyvatetővel védték a nézőket az időjárás viszontagságai ellen. A 359 és 366 között pusztító földrengések jelentős kárt tettek az épületben, különösen a felső karéjban. Flavius Arcadius bizánci császár idején (395-408) folytak felújítások a színházban, de a felső kávát nem állították helyre. A helyreállítási munkálatok felelőse Messalinus prokonzul volt. A 8. században az építmény az epheszoszi védelmi rendszer része lett. Az első régészeti feltárások az első világháború előtt kezdődtek a helyszínen. Az 1970-es és 1980-as években a karéjokat feltárták és helyreállították. A renoválási munkálatok a 21. század elején újrakezdődtek. A színházban koncerteket rendeznek, mások mellett fellépett ott Elton John, Sting és Diana Ross.

## Lázadás
Az apostolok cselekedeteiben leírás olvasható arról, hogy egy epheszoszi ötvös, Demeter felszólalt a térítő munkát végző Pál apostol ellen, Artemisz istennő kultuszának védelmében. A feldühödött tömeg ezután népgyűlést tartott a színházban. „A zűrzavar kiterjedt az egész városra. Majd megragadva a macedón Gájuszt és Arisztarkhoszt, Pál útitársait, egy akarattal a színházba rohantak. Pál is be akart menni a népgyűlésbe, de őt nem engedték a tanítványok. Néhány ázsiai főtisztviselő, aki barátja volt, szintén üzent neki, és kérte, hogy ne menjen el a színházba. Ott pedig az egyik ezt, a másik azt kiáltozta; a gyűlés ugyanis zűrzavarba torkollott, és a legtöbben azt sem tudták, miért jöttek össze.”